# Thằng điên (bài hát)
"Thằng điên" là một bài hát của nam rapper, ca sĩ kiêm sáng tác nhạc người Việt Nam JustaTee hợp tác với nữ ca sĩ người Việt Nam Phương Ly, đánh dấu màn hợp tác thứ hai của họ sau đĩa đơn "Mặt trời của em" phát hành năm 2017. Được viết bởi JustaTee và ViruSs, bài hát được phát hành vào ngày 12 tháng 10 năm 2018 cùng với một video âm nhạc, với vai trò là đĩa đơn mới nhất của anh sau một năm kể từ "Đã lỡ yêu em nhiều" (2017). Ngay sau khi phát hành, bài hát đã đạt được nhiều thành công đáng kể tại Việt Nam, đứng đầu nhiều bảng xếp hạng trên các trang nghe nhạc nội địa.
"Thằng điên" đã nhận về 1 đề cử cho hạng mục Bài hát của năm giải thưởng âm nhạc Zing Music Award năm 2018 và 1 đề cử cho "Video âm nhạc của năm" tại Giải thưởng Cống hiến lần thứ 14.

## Đánh giá chuyên môn
"Thằng điên" nhận về nhiều đánh giá tích cực từ giới chuyên môn, hầu hết họ đều đánh giá cao phần giai điệu bắt tai và giọng hát dễ nghe của JustaTee và Phương Ly. WeChoice cho rằng bài hát đã chinh phục khán giả nhờ giai điệu nhẹ nhàng, êm ái của thể loại Pop pha R&B cùng phần ca từ đầy chất thơ, thể hiện được sự trong sáng, vui tươi nhưng ẩn sâu là những nỗi niềm, tâm sự trong tình yêu. 
Những câu ca dễ nghe, dễ thuộc nói về những rung động nhẹ nhàng mà bất cứ ai đã yêu cũng thấy bản thân từng có cảm giác như vậy: "Nụ cười tỏa hương nắng, bình minh và mây trắng", "Nàng ơi nàng hãy đến chiếm lấy tâm hồn tôi", "Mỉm cười lòng chợt bâng khuâng còn tôi chẳng biết mơ hay thật"... Thêm vào đó, cách luyến láy, nhấn nhá đặc biệt của JustaTee kết hợp với chất giọng mỏng, nhẹ nhàng của Phương Ly đã tạo nên gia vị ngọt ngào cho ca khúc.
Lan Phương từ Zing News lại cho rằng "Thằng điên" có điểm nhấn ở tiêu đề đặc biệt nhưng âm nhạc khiến khán giả cảm thấy chưa đủ thỏa mãn, chưa phải là một sản phẩm hoàn hảo [...] "Thằng điên" không quá đột phá, khác biệt so với nhiều bài hát trước kia của anh.

## Video âm nhạc
Một video âm nhạc cho bài hát được phát hành cùng với đĩa đơn vào ngày 12 tháng 10 năm 2018. Video có sự xuất hiện của diễn viên người Đức gốc Việt Lâm Vissay, được quay tại Thành phố Hồ Chí Minh. Video đã đạt hơn 1 triệu lượt xem trên YouTube sau 24 giờ đầu tiên, hiện nay đã đạt hơn 150 triệu lượt xem, khiến MV trở thành một trong những video âm nhạc tiếng Việt nhiều lượt xem nhất mọi thời đại. Ý tưởng cho video âm nhạc được thực hiện bởi đạo diễn Khương Vũ và diễn viên Lâm Vissay.

### Nội dung
Nói về vai diễn, Lâm Vissay cho biết: "Ban đầu, ý tưởng của đạo diễn là nam chính vô gia cư và hoàn toàn bình thường. Người điên là cô gái". Phương Ly là cô gái điên đang chạy trốn khỏi bệnh viện. Khi đó, cô thấy mọi thứ đều đẹp, kể cả người vô gia cư, nên đã tặng hoa cho anh. Tuy nhiên, trong MV, khán giả lại cảm nhận được nam chính ngay từ đầu đã có phần không bình thường. Lý giải về điều này, Lâm Vissay tiết lộ: "Tôi tự thêm chất điên vào cho nhân vật. Tôi có bàn với đạo diễn về điều này. Theo đó, nam chính khi gặp nữ chính đã đem lòng yêu đến điên dại".
Theo Lâm Vissay, một tình yêu sâu sắc nhưng lại có cái kết bi thảm. Cô gái điên mắc bệnh ung thư mà chết. Đây là nguyên nhân khiến cho nam chính thực sự rối bời, ảnh hưởng tâm trí, dẫn tới bị điên. Từ đó, khi nam chính nhìn vào ma nơ canh mặc váy xanh lại nghĩ đó là người mình yêu.